# تونه گون فروستول
تونه گون فروستول (نروژی: Tone Gunn Frustøl؛ زادهٔ ۲۱ ژوئن ۱۹۷۵) بازیکن فوتبال زن اهل نروژ بود.
از باشگاه‌هایی که در آن بازی کرده‌است می‌توان به اشاره کرد.
وی همچنین در تیم ملی فوتبال زنان نروژ بازی کرده‌است.
وی در مسابقات کشوری و بین‌المللی در مجموع برندهٔ ۱ مدال طلا، ۱ مدال برنز شده‌است.